# ハスカーラー

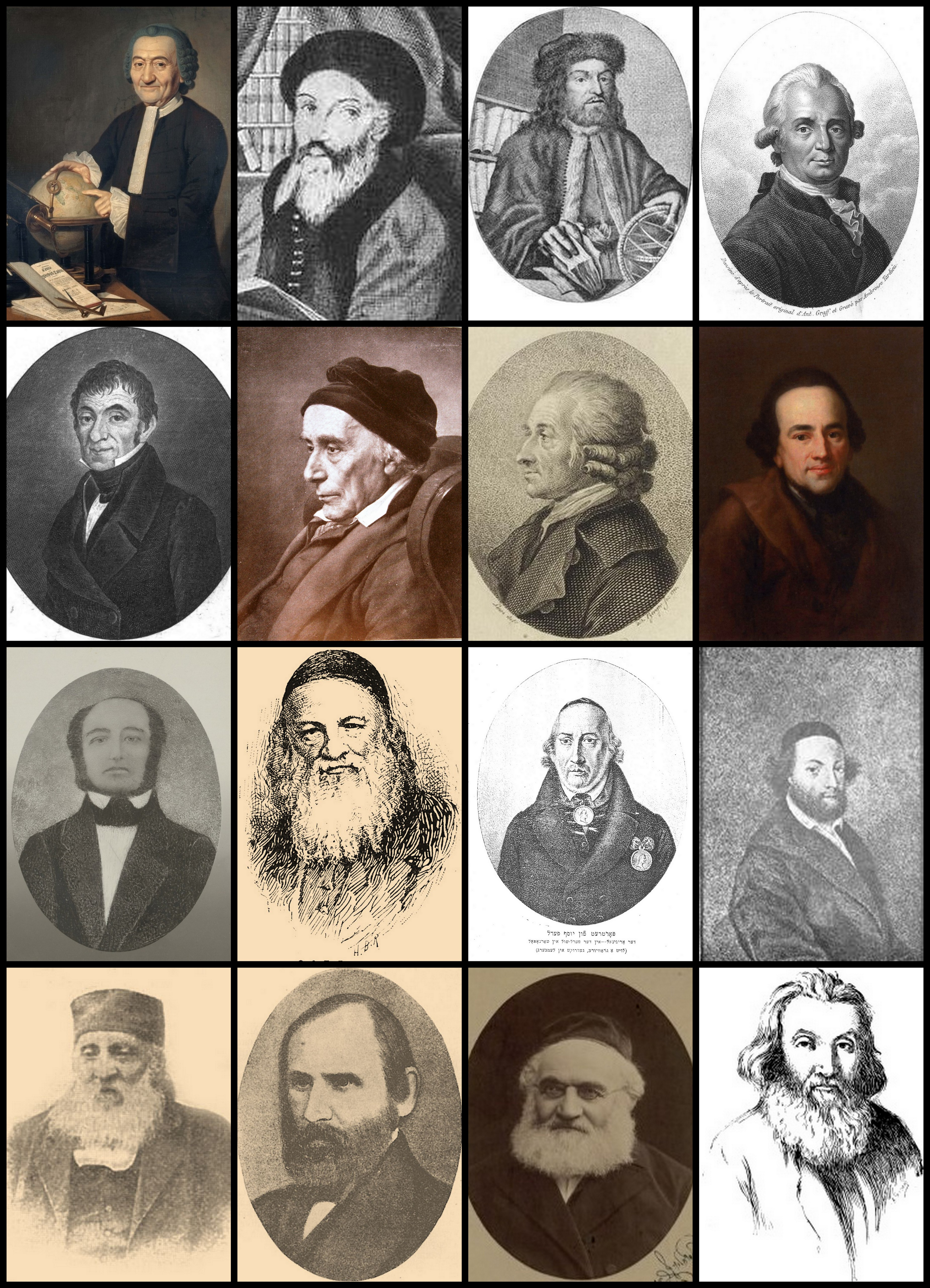

ハスカーラー、ハスカラー、ハスカラ（הַשְׁכָּלָה haśkālāh）とは、18世紀から19世紀にかけての、ユダヤ教内部における近代ヨーロッパ文化の影響とそれに対する啓蒙主義、その運動のこと。
ハスカーラーの運動家をマスキールという。

## 概要
最初はドイツ、西ヨーロッパ、イタリアにおいて発展した。
のちにポーランド・ガリチア・リトアニア・広義のロシア地域へも及んだ。
世俗的文学・哲学を受容し、またイディッシュ語（西方、東方関わらず）を無視する傾向がある。東部ヨーロッパにおいては抵抗があった
改革派の誕生、ユダヤ教学の発展などを生むことになるが、抵抗のあった地域ではハシディズム、伝統的なユダヤ教や宗教シオニズム（精神的シオニズム、文化シオニズム）を促進することになる。

## 参考資料
- Jewish Virtual Library on Haskalah
- Jeremy Dauber 2004 Antonio's Devils: Writers of the Jewish Enlightenment and the Birth of Modern Hebrew and Yiddish Literature. Stanford University Press. ISBN 0804749019 レビュー